# 镰形钉冠蚤
镰形钉冠蚤（学名：Acroperus harpae）为盘肠蚤科顶冠蚤属的动物。分布于亚洲北部、欧洲、北美洲、台湾岛以及中国大陆的浙江、江苏、湖北、吉林、辽宁、内蒙古、青海、西藏、新疆等地，属于广温性种类。其一般生活于湖泊与河流的沿岸以及池塘和水坑。